# 葛温泉
葛温泉（くず おんせん）は、長野県大町市平（旧国信濃国）にある温泉。
景勝地として知られる高瀬渓谷に位置し、また、上流に高瀬ダムがあり、北アルプスの烏帽子岳への登山口でもある。

## 泉質
- 単純温泉[1][2]
  - 源泉温度80度

湯量が豊富で大町温泉郷や木崎湖温泉は、当温泉からの引湯により開かれた温泉である。

## 温泉街
日本秘湯を守る会にも属する「葛温泉仙人閣」、「高瀬館」、および「温宿かじか」の3軒が存在する。

## 歴史
慶応年間に食に困った里人が、葛根を採りに登山した際に発見したことから、葛温泉の名が付いたとされる。古文書の記録に拠れば、開湯は安永年間（1772年～1780年）という。
昭和44年（1969年）8月11日の高瀬川の水害（通称、44災）では、3軒すべてが流出し、多大な被害を受けた。

## アクセス
- 鉄道 : 大糸線信濃大町駅よりタクシーで約20分[1]。または葛温泉乗合タクシー（午後に3便のみの運行・デマンド制）[7]。

## ギャラリー

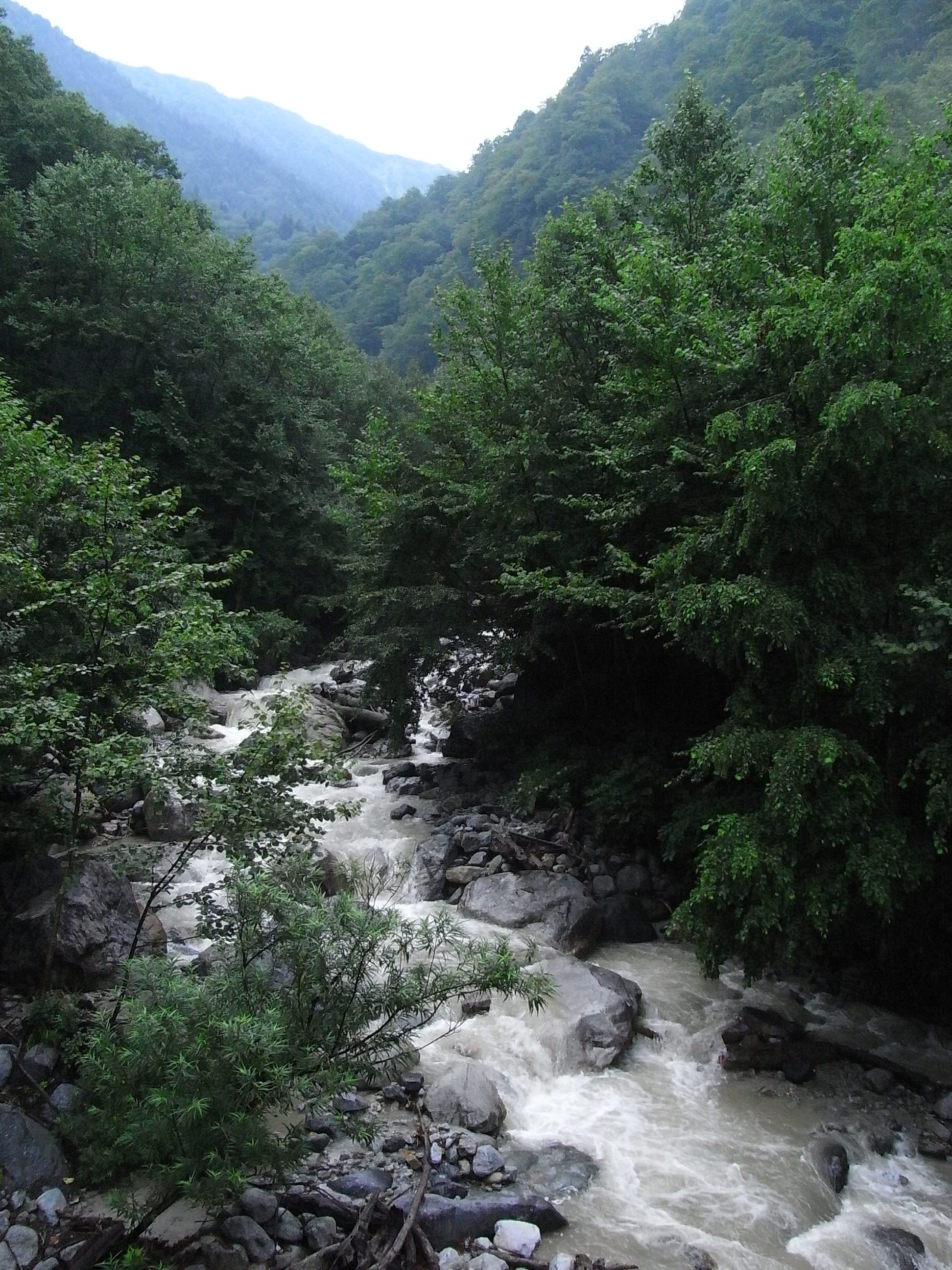
高瀬渓谷（2008年8月19日撮影）
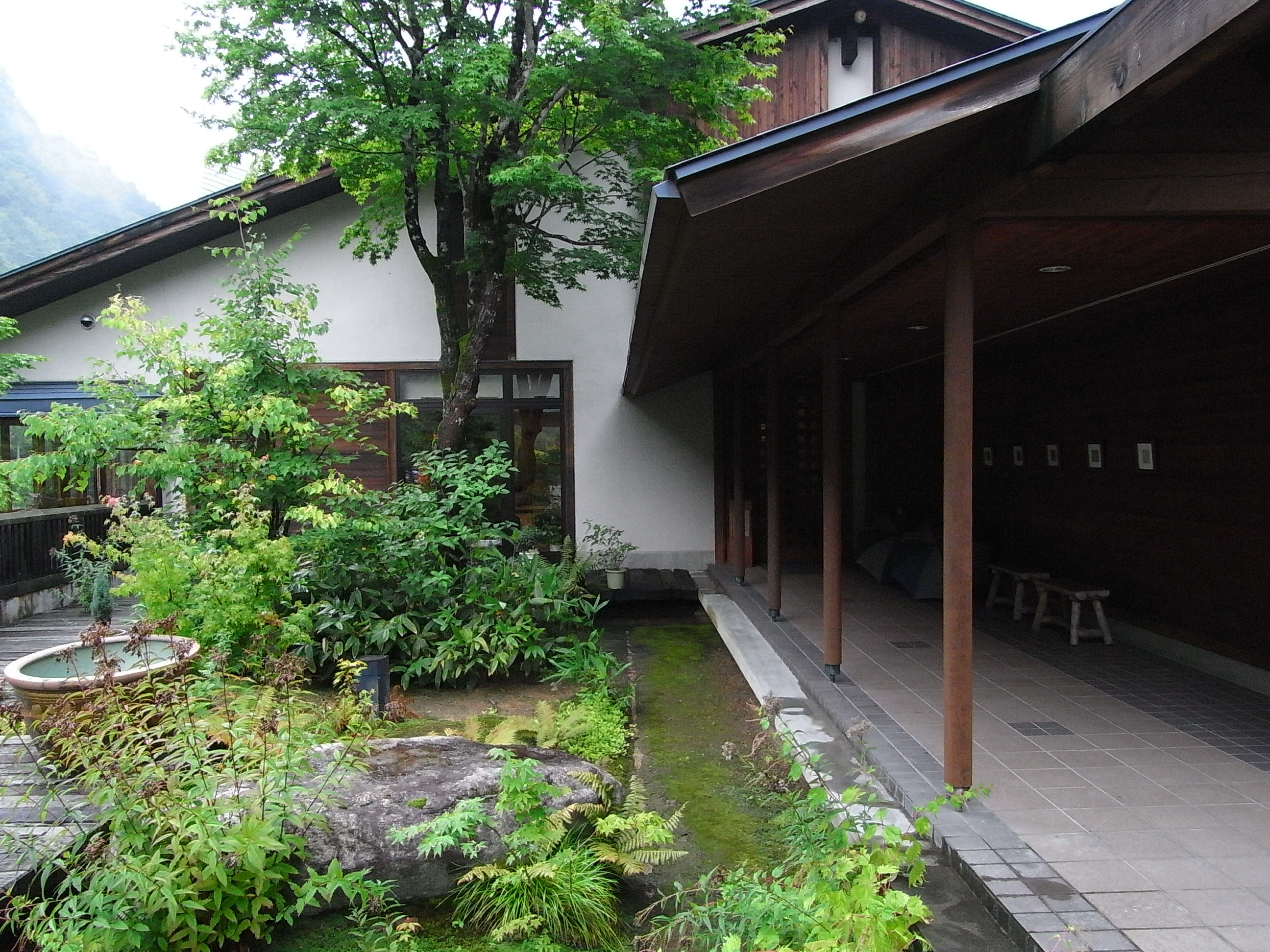
「温宿かじか」（2008年8月19日撮影）
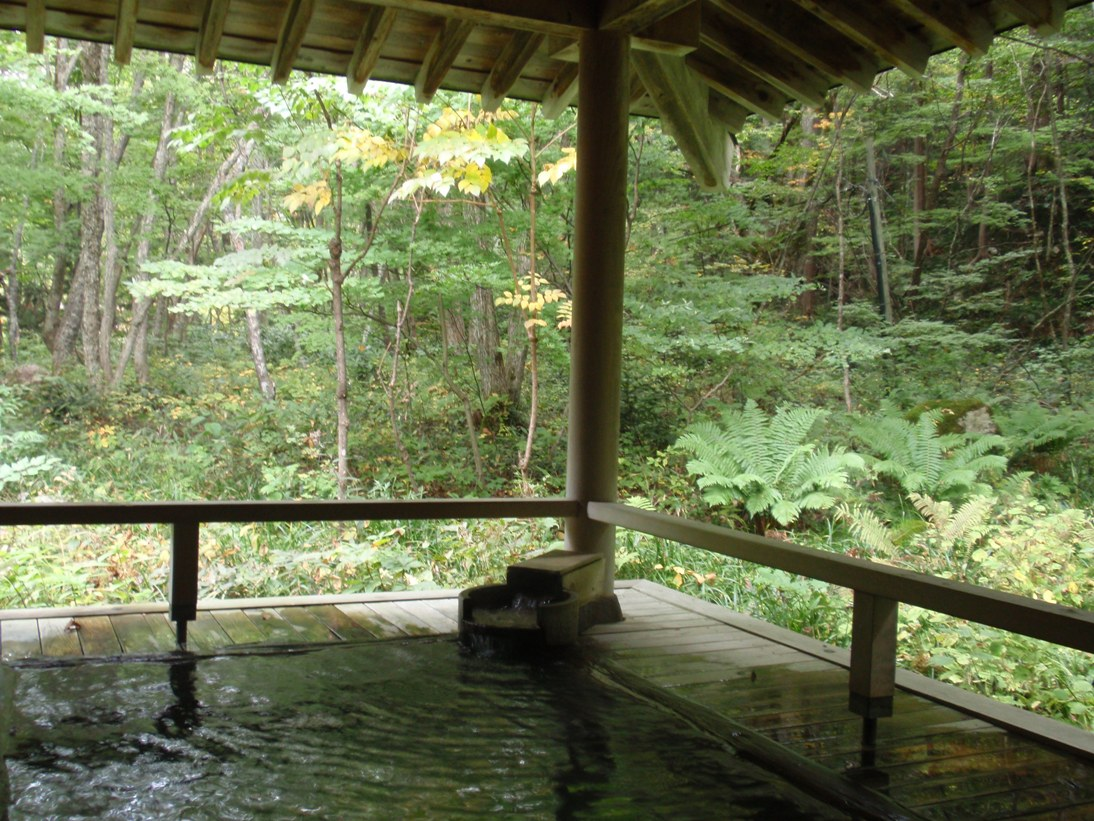
温宿かじか露天風呂